# Lucio Mastronardi
Lucio Mastronardi (n. 28 iunie 1930, Vigevano, Lombardia, Regatul Italiei – d. 29 aprilie 1979, Vigevano, Lombardia, Italia) a fost un scriitor italian.

## Scrieri
- 1959 II calzolaio di Vigevano
- 1962 Il maestro di Vigevano (Învățătorul din Vigevano)
- 1964 Il meridionale di Vigevano
- 1971 A casa tua ridono
- 1975 L'assicuratore

## Ecranizări
- 1963 Învățătorul din Vigevano (Il maestro di Vigevano), regia Elio Petri cu Alberto Sordi și Claire Bloom;